# 볼테스 V: 레거시
《볼테스 V: 레거시》(영어: Voltes V: Legacy)는 2023년 방영된 필리핀의 텔레비전 드라마이다.